# Nalus
Os nalus são uma etnia que habita o litoral sul da Guiné-Bissau (região de Tombali) e norte da Guiné, sendo maioritariamente muçulmanos. Estão numa fase de recente islamização, havendo ainda alguns elementos desta etnia de religião animista. Falam uma língua semi-banta. De elevada estatura, dedicam-se principalmente à agricultura, mas também à pesca.
1. ↑  Frazão, A. (1999). A apropriação social da natureza entre os nalus da Guiné-Bissau:a etnobotânica num contexto de mudança. Lisboa, ISCTE, Dissertação de Doutoramento.